# Escudo de Colunga

El ayuntamiento del concejo asturiano de Colunga intento legalizar en un primer momento su escudo, pero no se continuaron los trámites para su legalización completa.
El escudo está basado en las armas de los linajes de Colunga e Isla.
Su escudo es medio partido y cortado.
- Primer cuartel partido, en campo de plata tres flores de lis en oro. Combinación muy inusual en heráldica.

- Segundo cuartel partido, en campo de sinople cuervo en sable.

- Tercer cuartel cortado, en campo de azur tres ánades sobre ondas, todo ello de plata.

Al timbre corona real cerrada. 
- Datos: Q5837949